# Chapelle Sainte-Radegonde de Chinon
Vous lisez un « bon article » labellisé en 2022.
Pour les articles homonymes, voir Église Sainte-Radegonde.
La chapelle Sainte-Radegonde est un édifice semi-troglodytique, ancien oratoire transformé en chapelle au flanc du coteau de Sainte-Radegonde, à l'est du centre-ville historique de Chinon, dans le département français d'Indre-et-Loire en région Centre-Val de Loire.
Le site est probablement connu dès l'Antiquité sous la forme d'un puits dont les eaux sont réputées miraculeuses ; la tradition rapporte que l'ermite Jean le Reclus y est enseveli ; les principaux aménagements aboutissant à la création d'une véritable chapelle remontent toutefois au XIe ou au XIIe siècle. La chapelle doit son vocable à Radegonde de Poitiers, qui y aurait à plusieurs reprises rencontré l'ermite Jean. Plusieurs peintures murales, d'époques différentes et d'états de conservation très variables, décorent les parois ; l'une d'elles, représentant vraisemblablement une scène de chasse au vol, date de la fin du XIIe siècle. L'identité précise des personnages présents sur cette peinture est encore débattue mais il semble probable qu'il s'agisse de plusieurs membres de la maison Plantagenêt.
La chapelle, désaffectée, est vendue comme bien national à la Révolution française. Après avoir été utilisée comme habitation au même titre que les grottes attenantes et connu plusieurs propriétaires successifs, elle appartient à la ville de Chinon depuis 1957. Le musée des arts et traditions populaires du Chinonais y est aménagé depuis 1966. La peinture murale dite de la « chasse royale » est fortuitement découverte en 1964, ce qui aboutit à son classement comme monument historique en 1967, au même titre que l'ensemble de la chapelle.

## Localisation

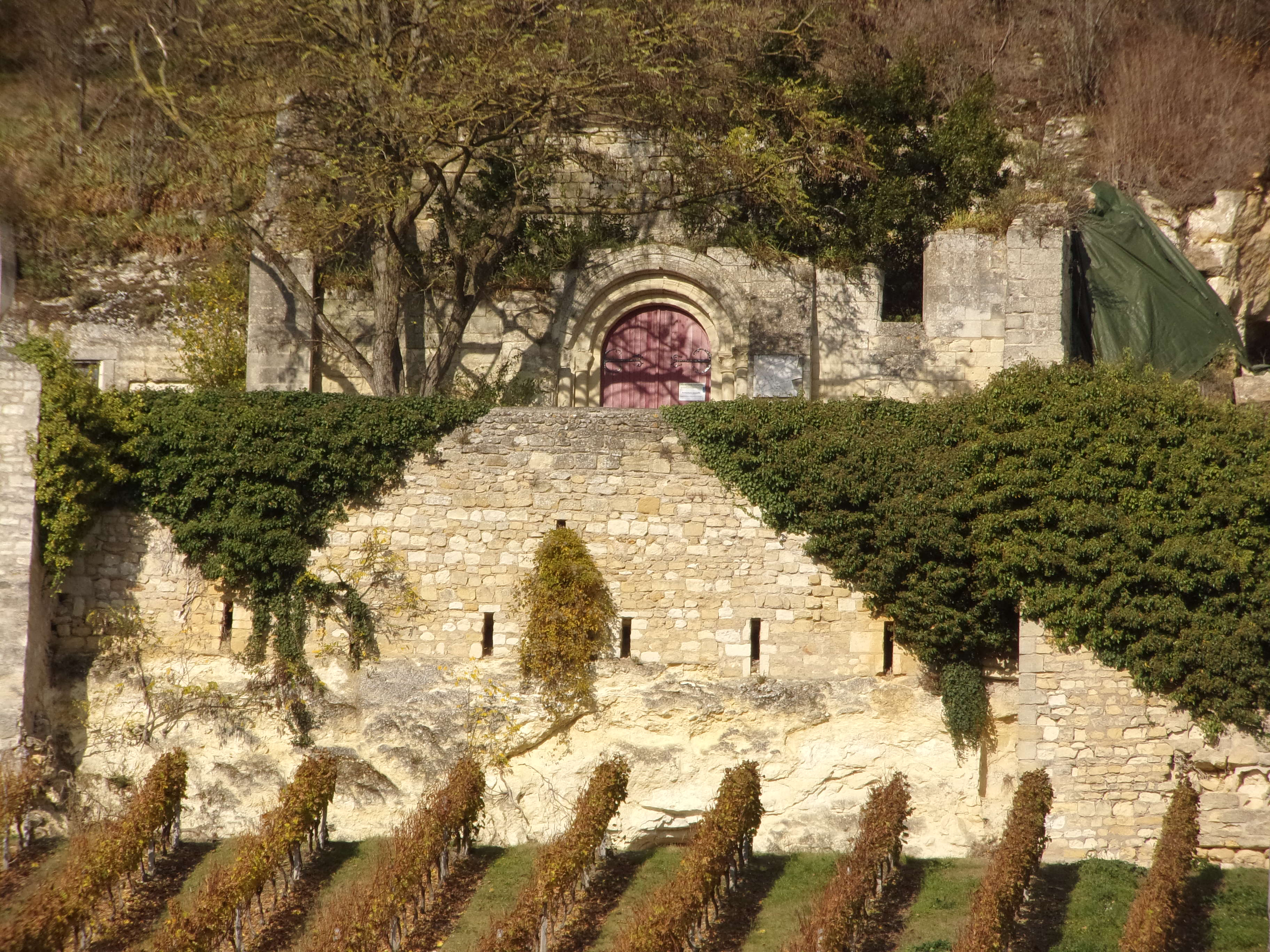
Vue depuis la ville-basse.

Le site semi-troglodytique est implanté au flanc du coteau qui domine la vallée de la Vienne sur sa rive droite, à l'est de la ville de Chinon, à une altitude d'environ 77 m ; le sommet du coteau et le lit de la Vienne se situent respectivement aux altitudes de 94  et   30 m. Les différentes cavités qui le composent sont creusées dans le tuffeau jaune du Turonien supérieur, roche sédimentaire largement exploitée dans la moyenne vallée de la Loire et de ses affluents pour la construction depuis l'Antiquité,.
La chapelle est desservie par la rue du Pitoche et la rue du Coteau de Sainte-Radegonde, qui s'élèvent progressivement vers l'est à flanc de coteau depuis la collégiale Saint-Mexme de Chinon, qu'un peu plus de 600 mètres à vol d'oiseau séparent de la chapelle. Cette succession de rues, peut-être une ancienne voie médiévale voire antique qui gagne la forêt de Chinon, longe le mur gouttereau du monument ; elle permet également l'accès aux nombreuses habitations troglodytiques ouvertes en bordure.

## Historique

### Site d'occupation antique
Le site chinonais de Sainte-Radegonde semble occupé dès le Hallstatt ; en témoignent des vestiges d'habitats « de surface » et des tessons de poteries retrouvés sur le coteau au-dessus de la chapelle,.
Durant l'Antiquité ou à l'époque paléo-chrétienne, la tradition rapporte que le site est un lieu de culte païen autour d'un puits creusé dans le roc à l'arrière de la chapelle actuelle ; ce puits et ses aménagements, qui existent toujours, peuvent en effet avoir été construits dans l'Antiquité ou à l'époque des Mérovingiens. Des vertus curatives sont alors attribuées à l'eau puisée lors de la nuit de la Saint-Jean (solstice d'été) mais cette référence est sans doute plus tardive, en lien avec l'occupation des lieux par un ermite prénommé Jean.

### Ermitage chrétien
Selon la tradition rapportée par Grégoire de Tours (Liber in Gloria Confessorum, chap. XXIII), le site est en effet christianisé au VIe siècle, peut-être vers 530, lorsque Jean le Reclus, un ermite originaire des îles Britanniques également appelé le prêtre Jean, vient s'installer dans une grotte après avoir fréquenté un temps les religieux de Saint-Mexme. La localisation exacte de son ermitage, au niveau de la future chapelle ou dans un autre lieu, sans doute proche, n'est pas connue avec certitude — les grottes sont très nombreuses dans cette partie du coteau dont la morphologie a fortement changé au fil des siècles, des aménagements et des éboulements — ; les historiens partisans de la première hypothèse se fondent sur la topographie du lieu, conforme aux habitudes de vie érémitique de l'époque, alors que les tenants de la seconde solution s'appuient sur les écrits de Grégoire de Tours dont la relation suggère la distinction entre les deux sites, la cellule de l'ermite étant située à l'ouest de la chapelle abritant sa sépulture.

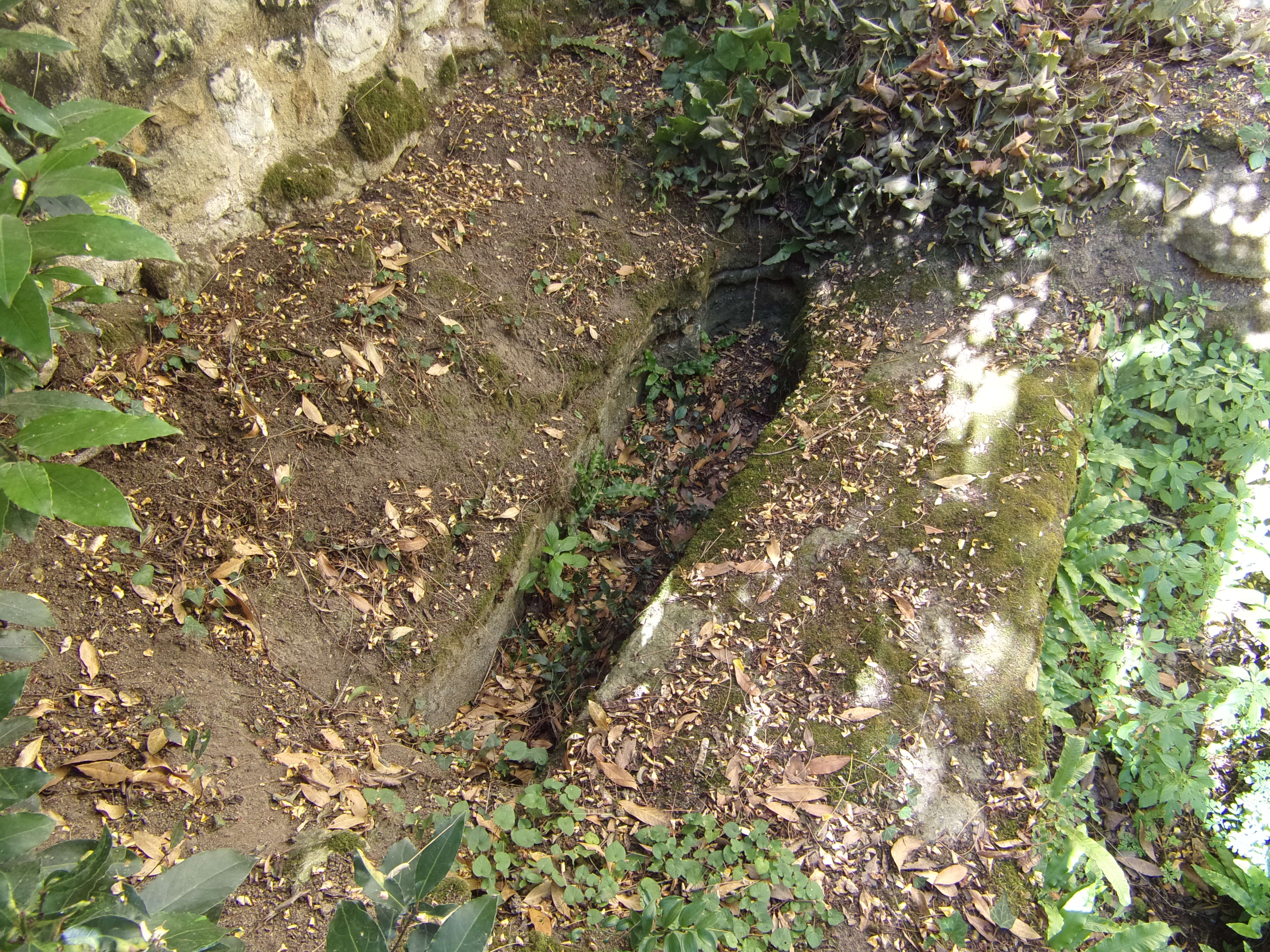
Sépulture médiévale dans le sol.

L'ermite Jean acquiert, selon les chroniques, une grande réputation de sagesse ; il est même consulté par sainte Radegonde qui fait halte à Chinon pour lui rendre visite à plusieurs reprises, notamment alors qu'elle se rend à Poitiers pour y fonder l'abbaye Sainte-Croix de Poitiers, ce qui explique la dédicace de la chapelle. La tradition rapporte que l'oratoire devient, dès la mort de Jean, un lieu de sépultures pour d'autres ermites ayant suivi son exemple et fait retraite au même lieu. Parmi les inhumations retrouvées dans le sol de la nef méridionale, celles qui ont pu être datées avec certitude remontent cependant à la fin du Moyen Âge et sont caractérisées par la présence d'alvéoles céphaliques destinées à maintenir la tête du défunt, disposition qui se développe à cette époque.
Au Bas-Empire romain et pendant le Haut Moyen Âge, de nombreux sites de culte païen, entre autres ceux liés aux sources, sont christianisés au sein ou à proximité d'églises ou de chapelles lorsqu'ils ne sont pas détruits. La chapelle Sainte-Radegonde, englobant un lieu de culte païen dans un édifice chrétien, pourrait être un exemple supplémentaire de ces « appropriations ».

### Chapelle aménagée

Plan de la chapelle.

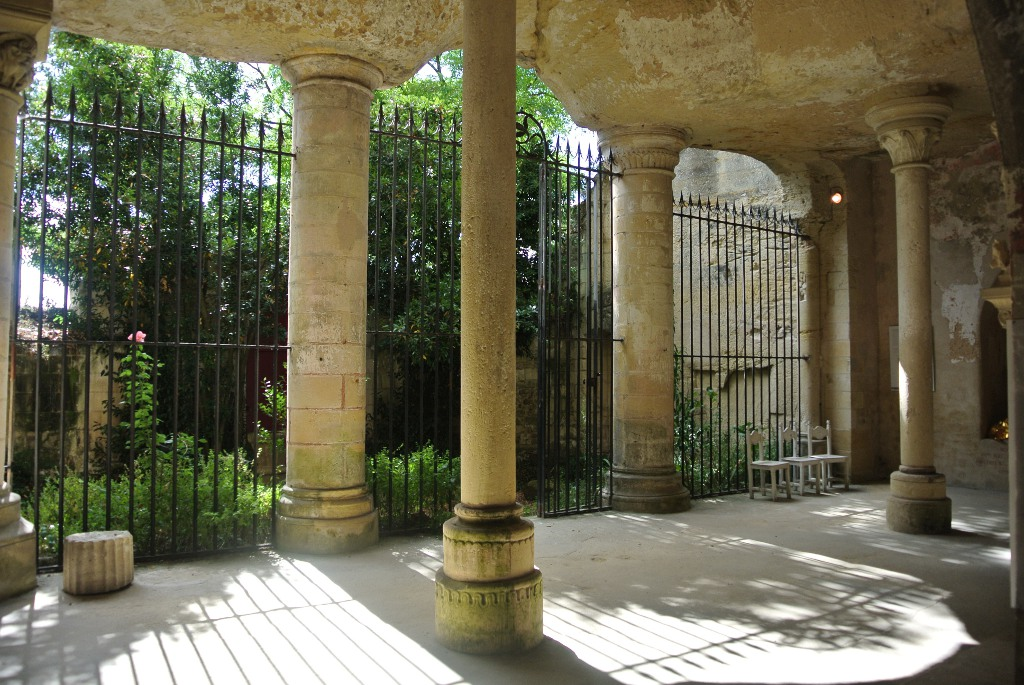
Nef troglodytique vue vers le sud.

Le moment où l'édifice passe du statut de simple oratoire à celui de chapelle accueillant des pèlerins n'est pas connu avec précision : Grégoire de Tours évoque la survenue de miracles sans pour autant mentionner de pèlerinages. Sainte-Radegonde prend sa configuration « moderne » au XIe ou au début du XIIe siècle. Une nef est creusée directement dans le roc, et consolidée par deux colonnes monolithes lorsque sa voûte est surélevée.

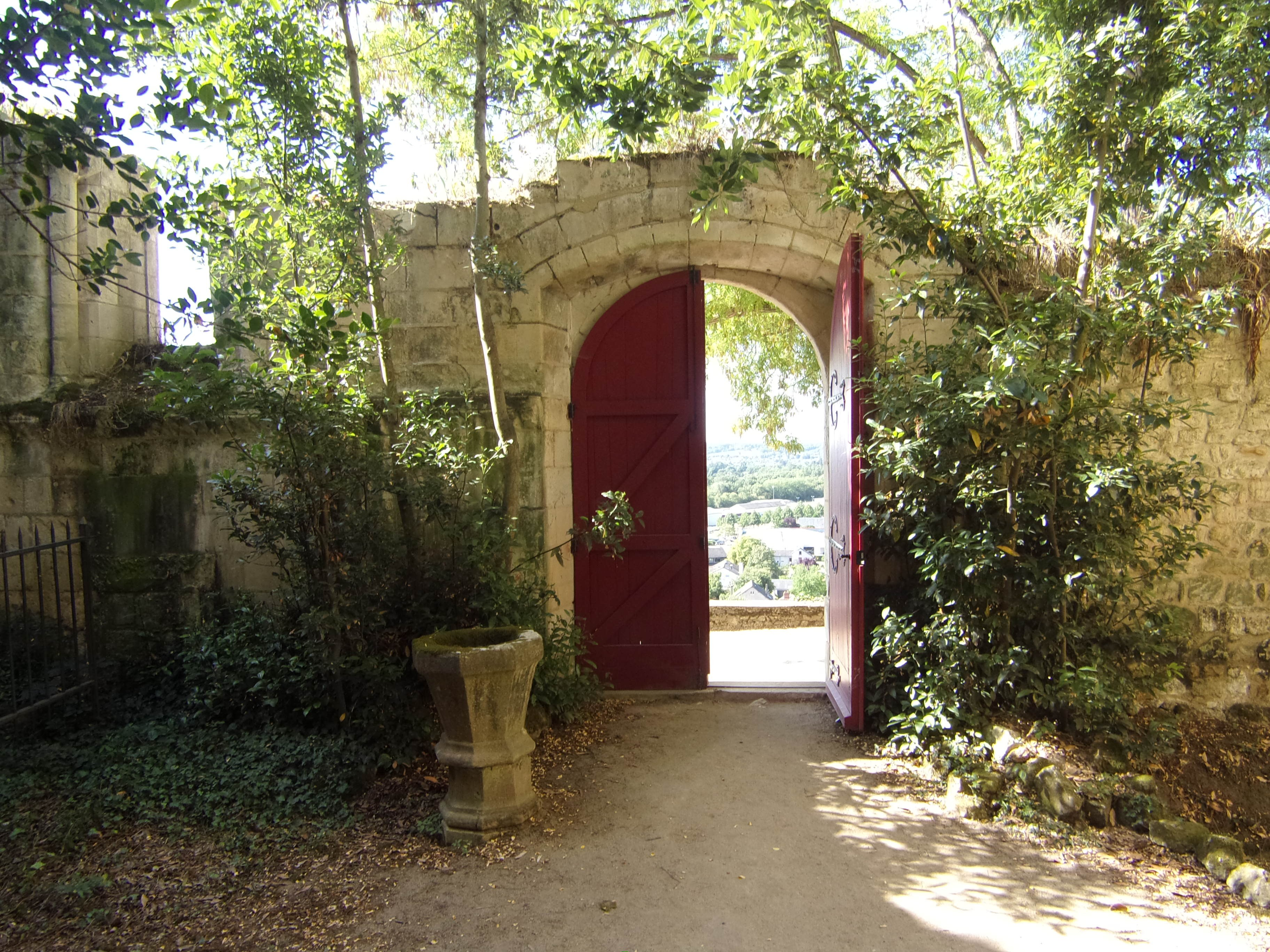
Nef à ciel ouvert vue vers le sud.

Peut-être à la fin du XIIe ou au début du XIIIe siècle, sa voûte s'écroule partiellement côté sud : l'édifice n'est plus alors en mesure d'accueillir les nombreux fidèles et pèlerins. Une deuxième nef est alors édifiée, maçonnée au sud et partiellement à l'ouest et à l'est, couverte d'une charpente et d'un toit à une seule pente, disparu à l'époque révolutionnaire : cet espace est depuis transformé en jardin ; une colonnade médiévale et une grille moderne le séparent de la nef troglodytique. Les peintures découvertes au XXe siècle sur le mur septentrional de la nef troglodytique datent probablement de cette importante campagne de travaux.
La chapelle Sainte-Radegonde est mentionnée pour la première fois dans des sources écrites en 1269 sous le terme d'ecclesia mais c'est Rabelais qui, dans Le Tiers Livre (1546), est le premier à relier l'existence de la chapelle à la tradition de Jean le Reclus.
En 1388-1402, les chroniques signalent les sépultures de personnalités locales dans la chapelle, deux religieuses et un notable chinonais, devenu ermite après un pèlerinage à Jérusalem.

### Pillage, restaurations, protection
La chapelle est pillée en 1563 lors des guerres de religion, les sépultures sont profanées et les reliques de saint Jean détruites ; vingt ans plus tard, elle est utilisée comme logement pour des soignants et les familles de malades d'une épidémie de peste ou de fièvre typhoïde qui sévit alors en Touraine. Elle est restaurée au XVIIe siècle : vers 1643, du temps du chanoine Louis Breton qui habite le presbytère troglodytique aménagé près de la chapelle, un nouvel autel est inauguré dans l'abside méridionale et un nouveau cycle de peinture, racontant l'histoire de sainte Radegonde et dont les scènes sont accompagnées d'une légende, est réalisé sur les murs et la voûte de la chapelle orientale.

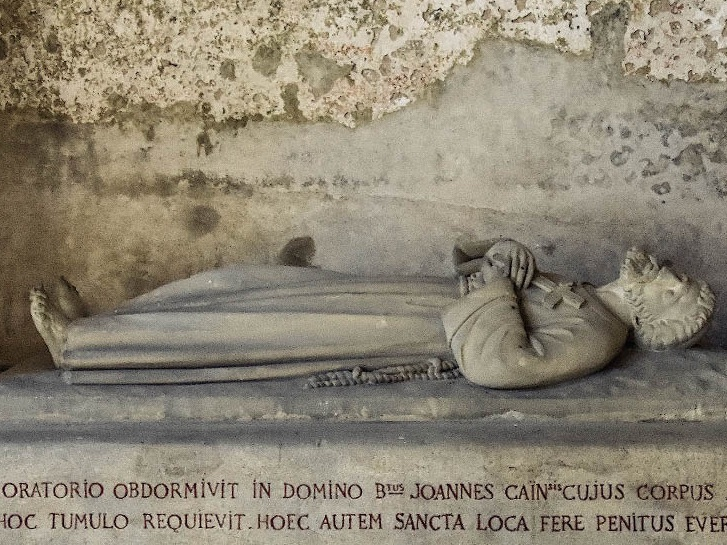
Gisant de l'ermite Jean.

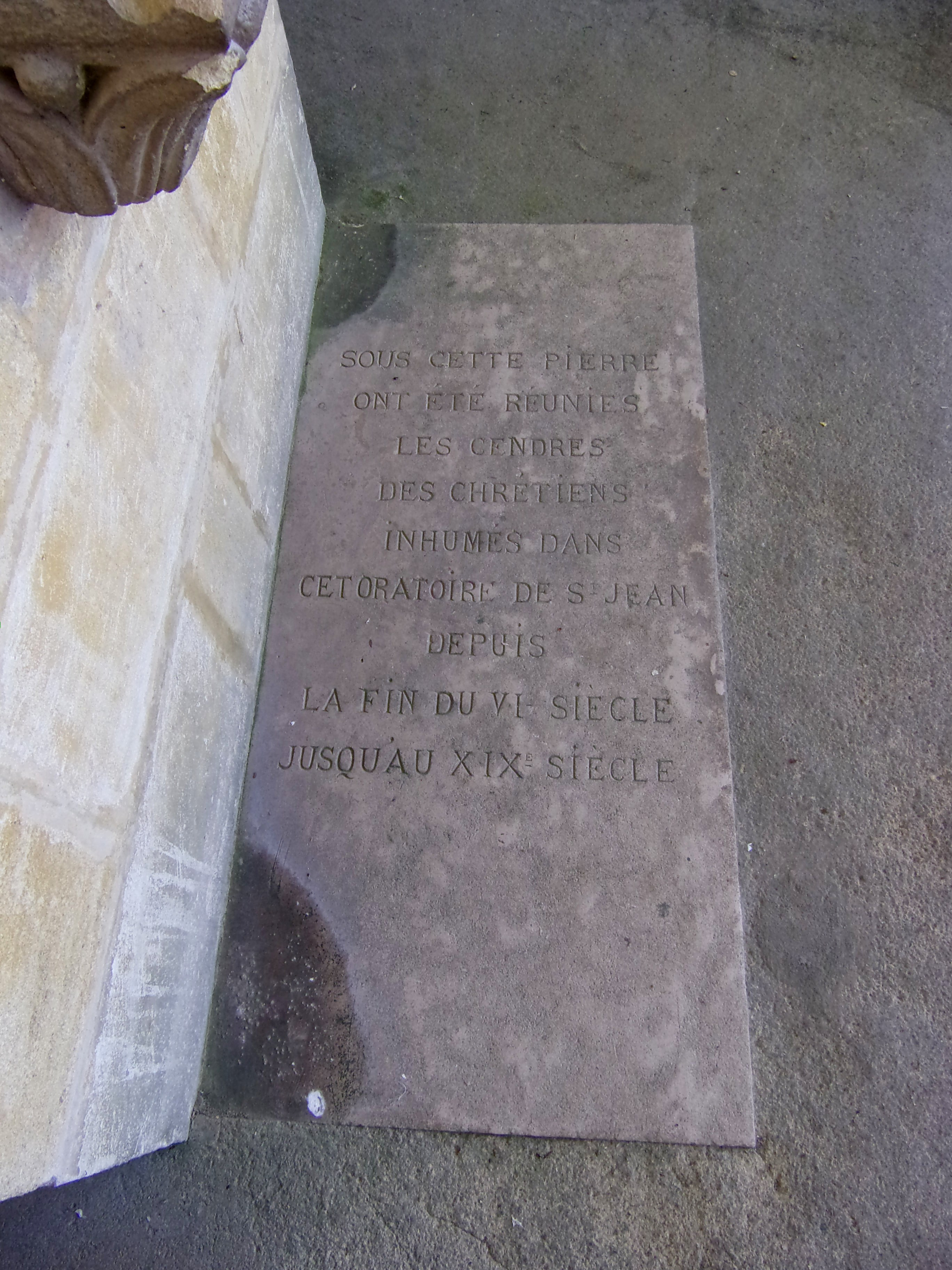
Ossuaire.

L'édifice cultuel désaffecté à la Révolution française est vendu comme bien national en 1793 et transformé, ainsi que des cavités attenantes à l'ouest, en quatre habitations différentes. La chapelle elle-même garde la trace de conduits de cheminée creusés aux angles de sa voûte. Cette situation, ponctuée par divers changements de propriétaires, dure pendant près d'un siècle ; pendant cette période et à l'initiative des propriétaires, des fouilles ont lieu pour tenter de récupérer des ossements et du mobilier dans les différents tombeaux.
Le site est racheté à l'hiver 1878 par Élisabeth Charre, une riche Chinonaise, qui a objectif de restaurer les lieux et de les rendre au culte, ce qui est fait l'année suivante. De cette époque datent le gisant de l'ermite Jean (achevé le 6 août 1879), le mobilier (autels et statues) et les peintures de l'abside représentant le Christ en gloire entouré du tétramorphe ainsi que la réfection d'autres peintures, dont celles du XVIIe siècle. À la faveur des différentes restructurations et restaurations qu'a connues l'édifice, un ossuaire recueillant les cendres des précédentes sépultures est ménagé au XIXe siècle dans la nef troglodytique.
Au début du XXe siècle, deux messes sont célébrées annuellement dans la chapelle, à l'occasion de la fête de la Saint-Jean (24 juin) et de la Sainte-Radegonde (13 août). En 1956, l'ultime propriétaire privé des lieux les met en vente. L'année suivante, le site est racheté par la ville de Chinon qui en confie la gestion à la société savante locale des Amis du Vieux Chinon. Au cours des travaux de déblaiement, de nettoyage et de réfection que cette société accomplit à partir de 1960, elle découvre en 1964 la peinture de la « chasse royale », dissimulée sous plusieurs couches de badigeon, et le puits comblé par des déchets au XIXe siècle ; en 1966 le musée des arts et traditions populaires du Chinonais est aménagé sur le site. La chapelle et l'ensemble de ses peintures murales sont classées « monument historique » en 1967. La peinture de la « chasse royale » fait l'objet d'une première restauration en 1969. Après des sondages réalisés sur l'ensemble des peintures en 2006, la « chasse royale » bénéficie d'un nettoyage et de consolidations en 2008 ; les peintures des deux chapelles sont pour leur part restaurées en 2011. L'époque de réalisation de la « chasse royale » et la technique utilisée sont précisées par des études réalisées en 2019, grâce notamment à des datations au carbone 14. Au XXIe siècle, la chapelle est ouverte au public en période estivale ainsi qu'à l'occasion des Journées européennes du patrimoine.

## Architecture

### Chapelle proprement dite
La chapelle proprement dite se compose de deux nefs. Elle est reliée, par un déambulatoire, à l'escalier conduisant au puits ainsi qu'à d'autres cavités au nord et à l'ouest.
La plus septentrionale des nefs, intégralement troglodytique, est soutenue par deux piliers monolithiques surmontés de chapiteaux corinthiens. Dans sa partie occidentale, à l'emplacement supposé de son tombeau, se trouve un gisant de Saint Jean-le-Reclus avec la mention « Il s'est endormi dans le Seigneur » ; c'est sur la partie adjacente du mur nord à ce monument que se trouve la peinture de la « chasse royale ». À l'est, une abside dont la voûte en cul-de-four est peinte au XIXe siècle abrite un autel. Deux chapelles s'ouvrent dans le mur septentrional, l'une à l'ouest près du tombeau et l'autre à l'est près de l'abside. Toutes deux sont pourvues d'un petit autel contre leur paroi orientale.
La nef méridionale, désormais à ciel ouvert, est séparée de la précédente par une colonnade et une grille. Comme la nef troglodytique, elle possède une abside semi-circulaire à son extrémité orientale — elle est temporairement murée au XVIIe siècle — mais ne semble pas être décorée de peintures. Dans son angle sud-ouest, deux sépultures creusées côte-à-côte dans la roche sont visibles, dans lesquelles les corps étaient disposés tête vers l'ouest et pieds vers l'est. Ses parois orientale et occidentale sont presque exclusivement taillées dans la roche ; seuls son mur sud et les demi-pignons qui supportaient sa toiture à pan unique sont maçonnés en grand appareil de tuffeau.
L'accès à la chapelle depuis l'extérieur se fait par un portail roman en plein cintre ouvert au milieu du mur gouttereau sud, faisant ainsi office de façade. Ce portail est encadré de deux contreforts massifs qui renforcent la structure du mur. Sur le pignon occidental une porte et une baie romane murées sont encore discernables.
L'accès au puits et aux cavités annexes depuis l'intérieur de la chapelle se fait par un déambulatoire voûté dans l'angle nord-est de la nef troglodytique au fond de la chapelle orientale. Des sarcophages mérovingiens et différentes statues appartenant aux collections de la Société d'histoire de Chinon Vienne et Loire sont exposés dans la nef troglodytique.

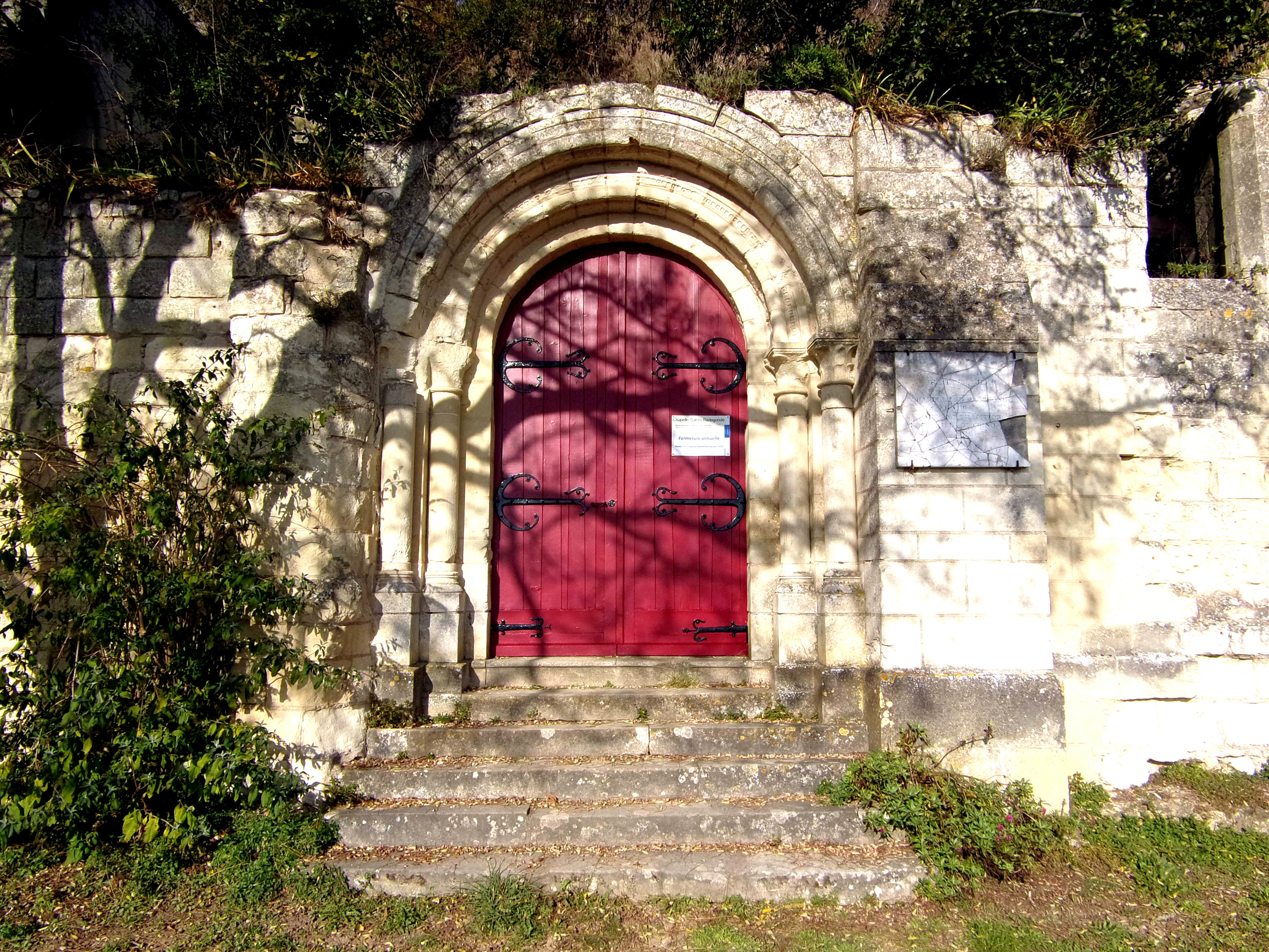
Portail d'entrée.
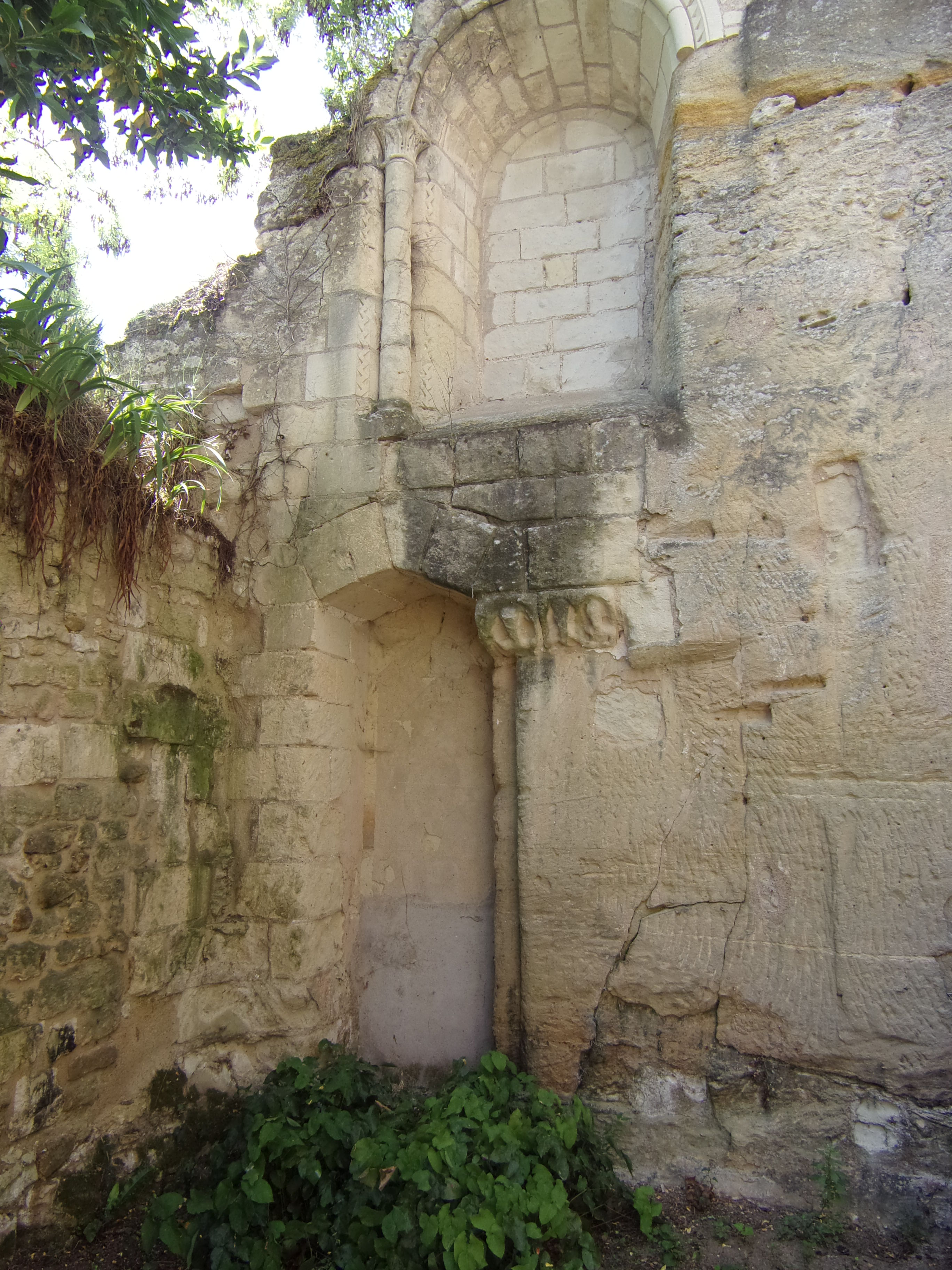
Baies murées de la nef à ciel ouvert.
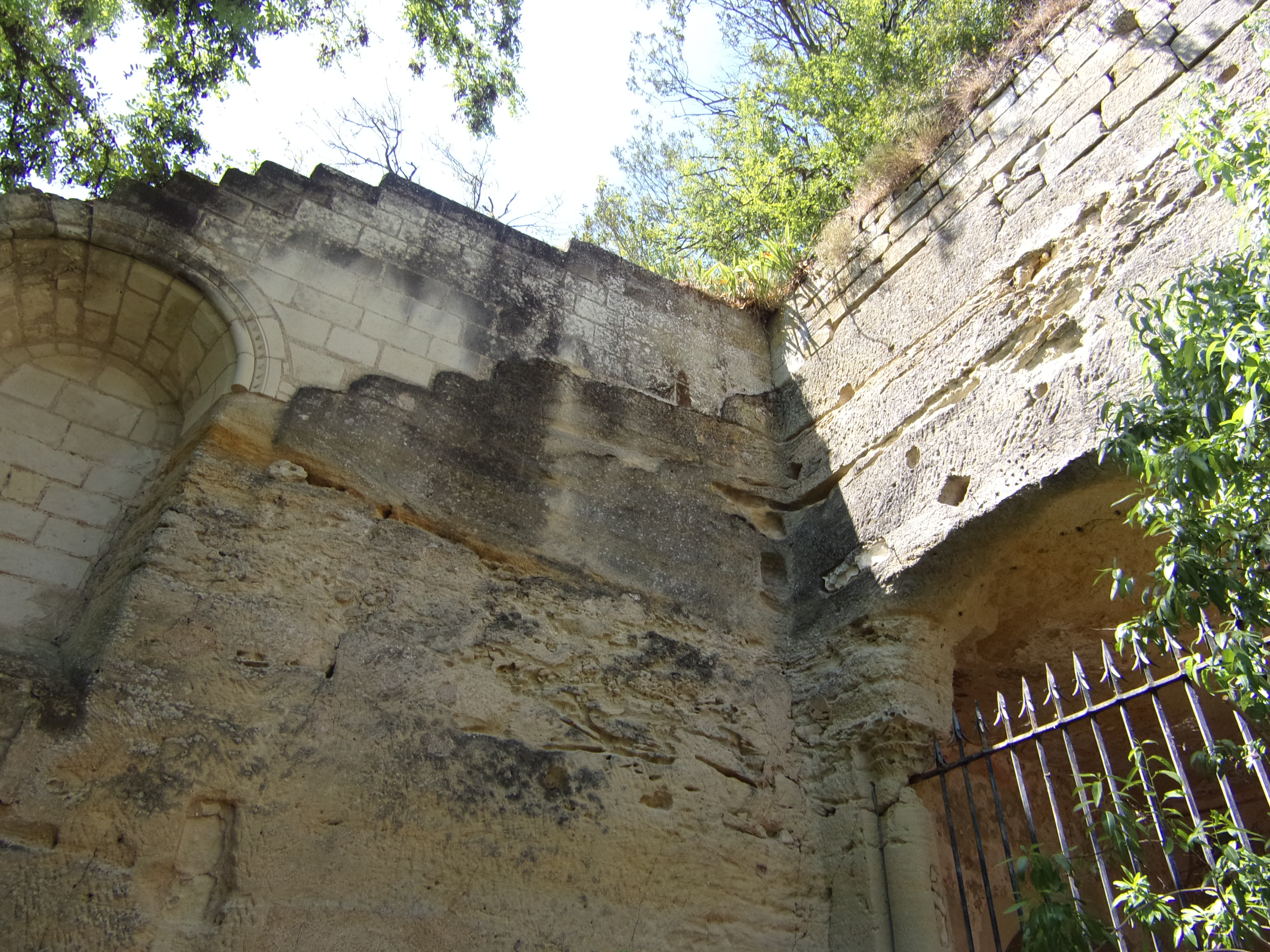
Angle nord-ouest de la nef à ciel ouvert.
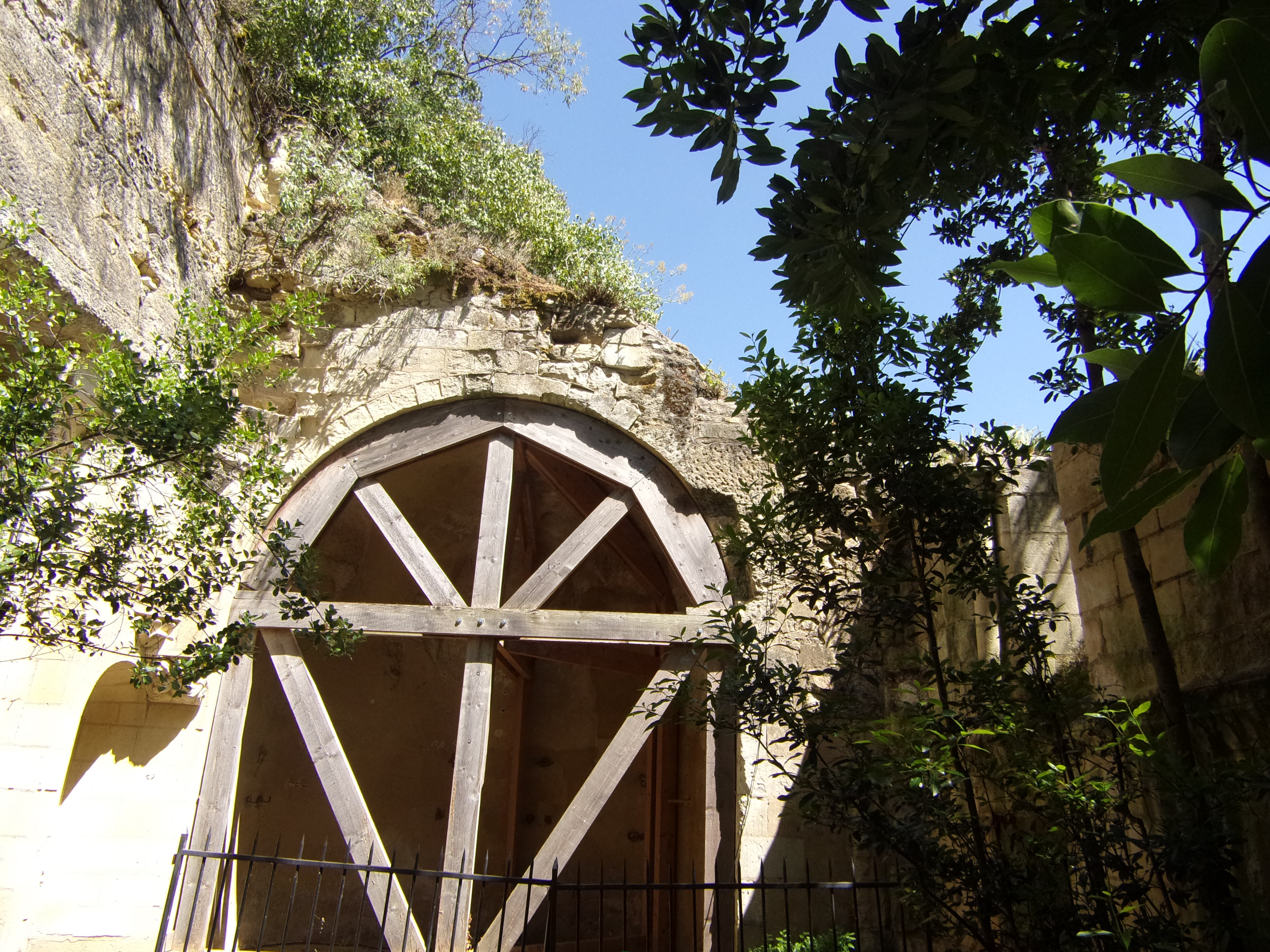
Abside de la nef à ciel ouvert.
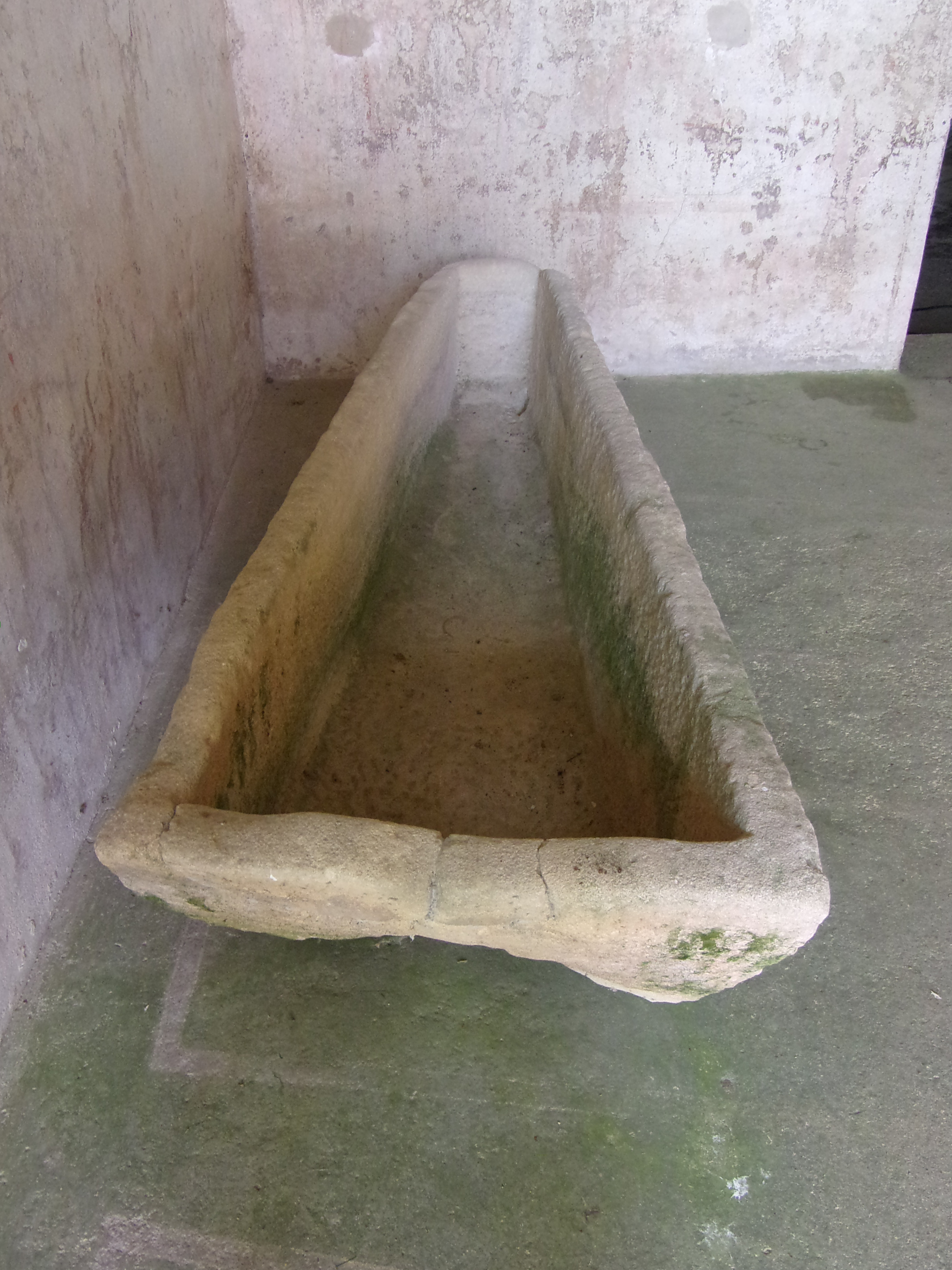
Sarcophage exposé dans la chapelle.
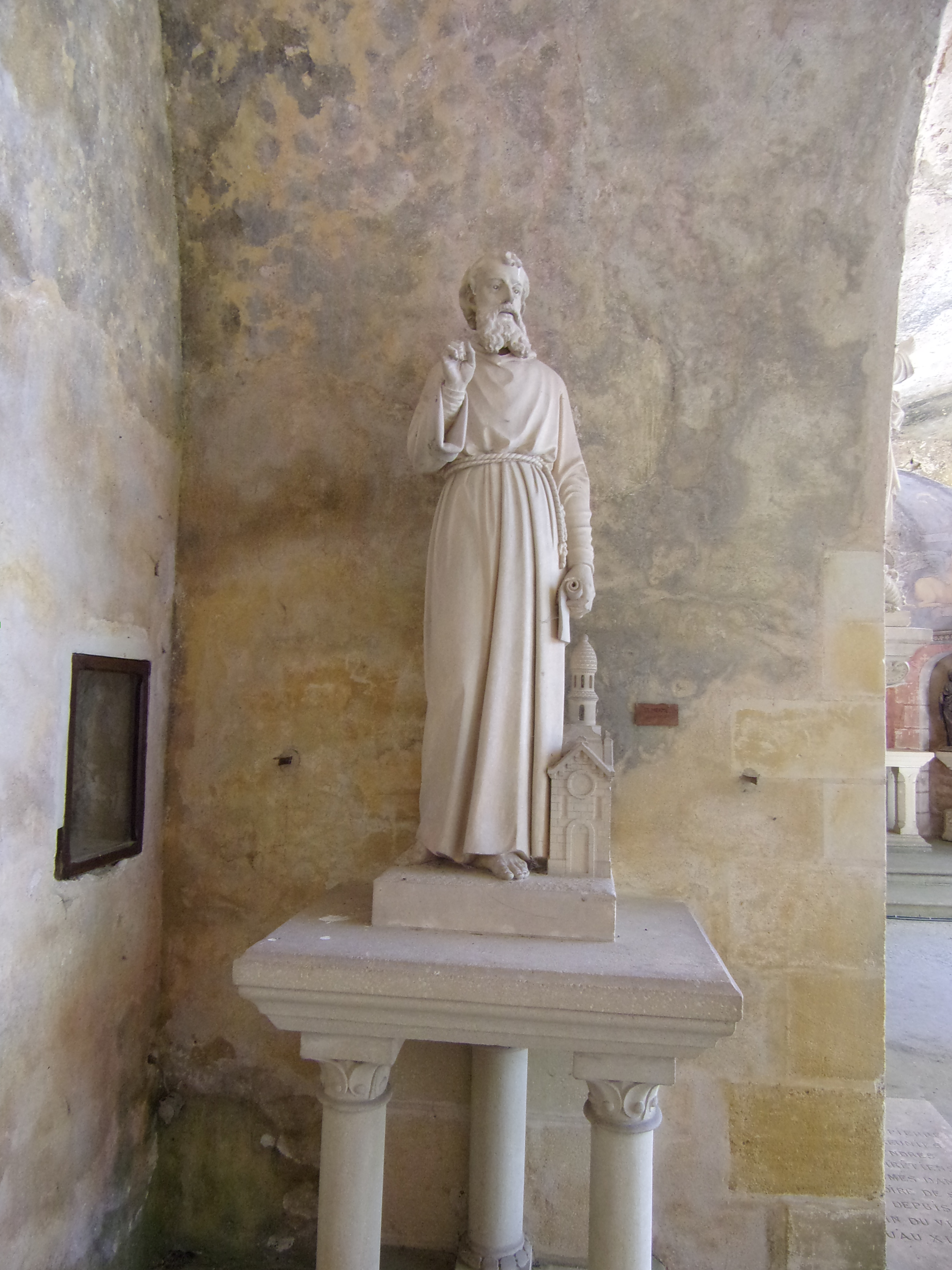
Statue de saint Mexme exposée dans la chapelle.

### Puits et cavités annexes
Au nord-ouest de la chapelle, un escalier abrupt de trois volées de marches descend vers le nord avec un dénivelé d'une quinzaine de mètres. Il aboutit à un court couloir voûté au bout duquel se trouvent le puits et le bassin qui collecte ses eaux. La nappe phréatique qui alimente ce bassin et le secteur de Chinon (Séno-Turonien) semble être soumise à de brutales variations de niveau, ce qui a pu contribuer à la réputation miraculeuse du puits dont l'eau n'aurait accordé ses faveurs qu'aux personnes qu'elle en jugeait dignes.
Au nord et à l'ouest de la chapelle, deux ensembles de galeries reliées par des passages taillés dans la roche et partiellement cloisonnées par des murs maçonnés forment au XIXe siècle deux habitations distinctes, intégralement troglodytiques, chacune d'entre elles étant pourvue de sa propre entrée et de fenêtres en façade.
Dans le cadre du musée des arts et traditions populaires du Chinonais, des pressoirs à huile de noix du XVIIIe siècle et différents objets de la vie quotidienne sont exposés dans la partie du complexe anciennement aménagée en habitations et qui comprend également un ancien four à pain.

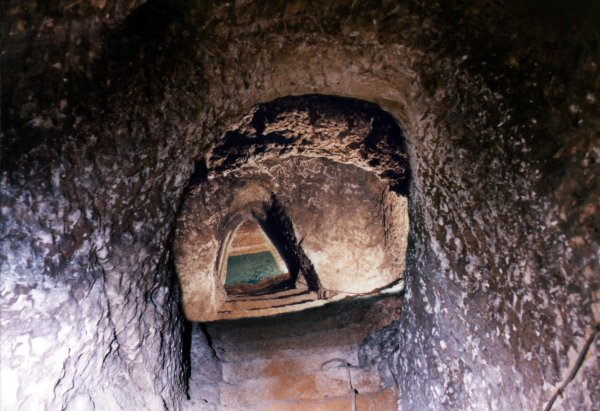
Puits sacré.
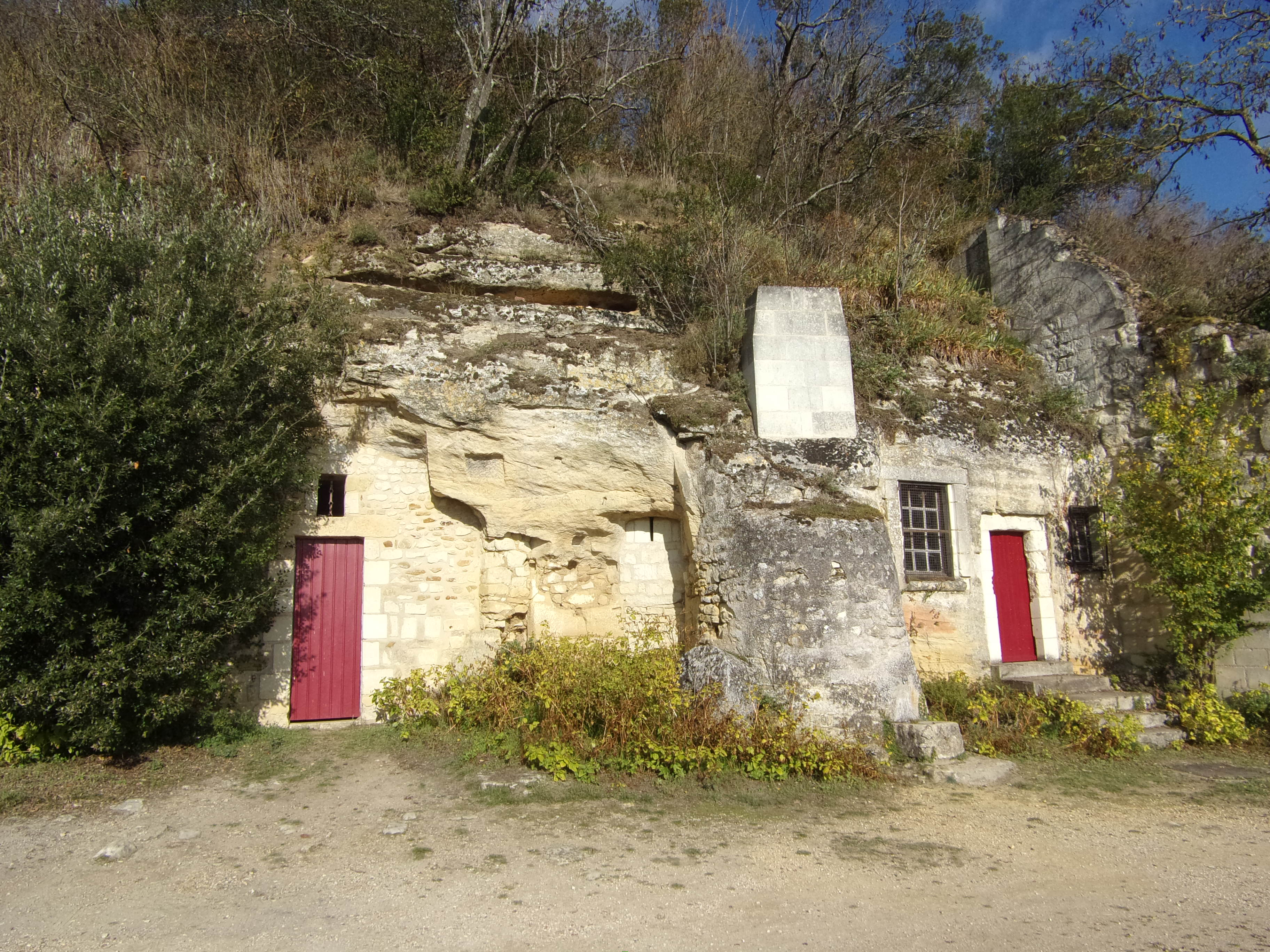
Entrée des habitations troglodytiques.
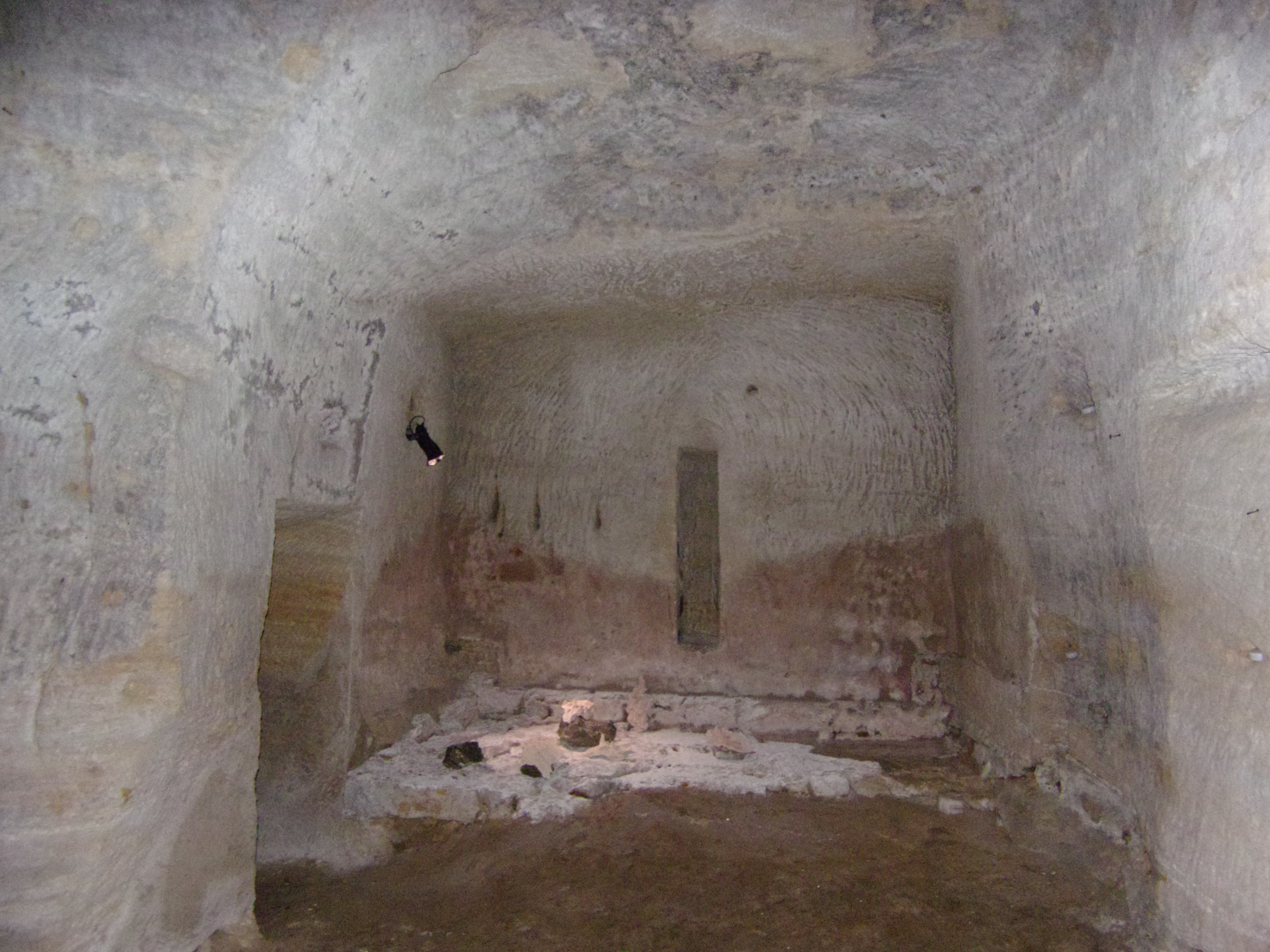
Intérieur d'une habitation troglodytique.
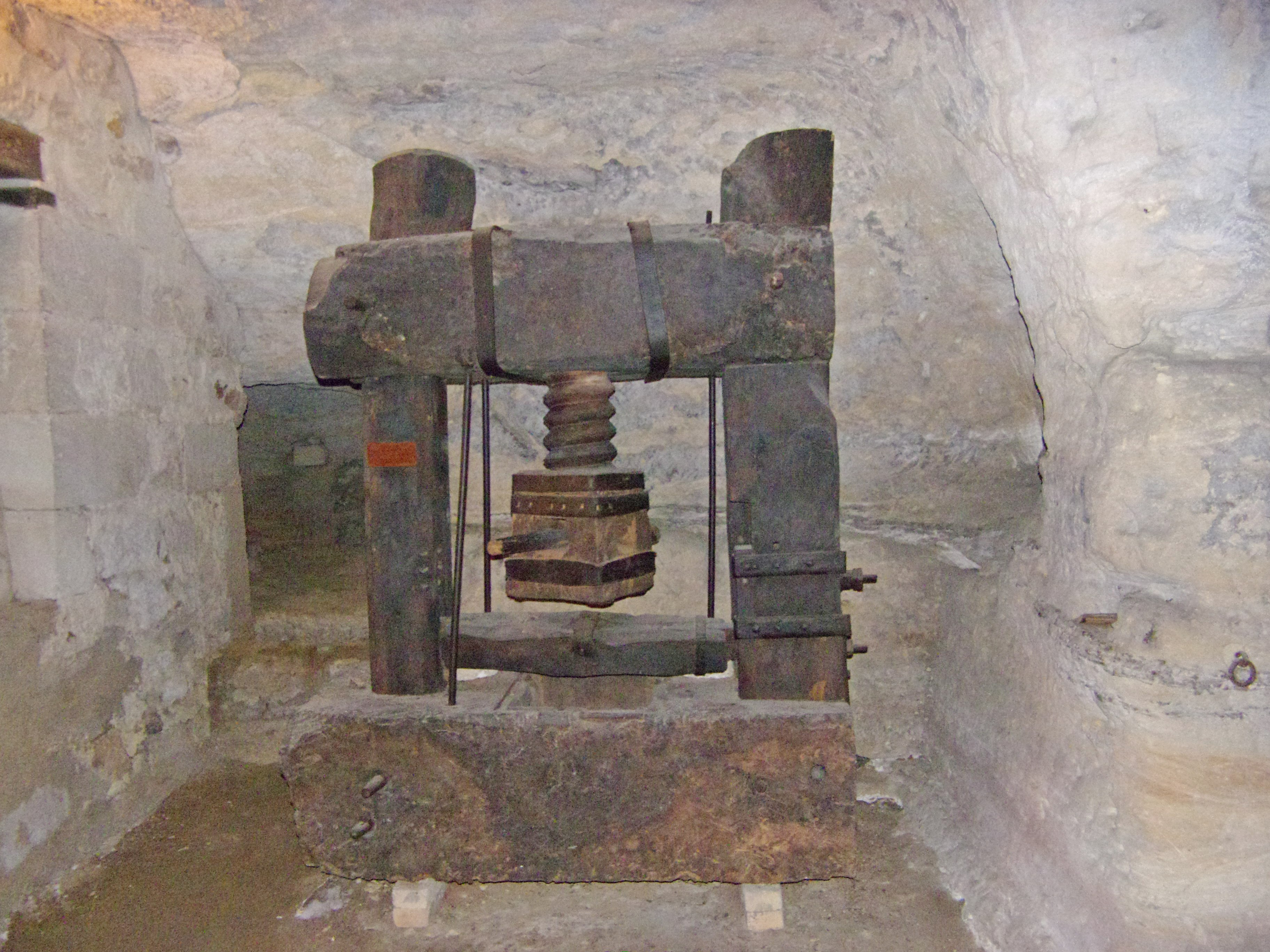
Pressoir à  huile de noix.
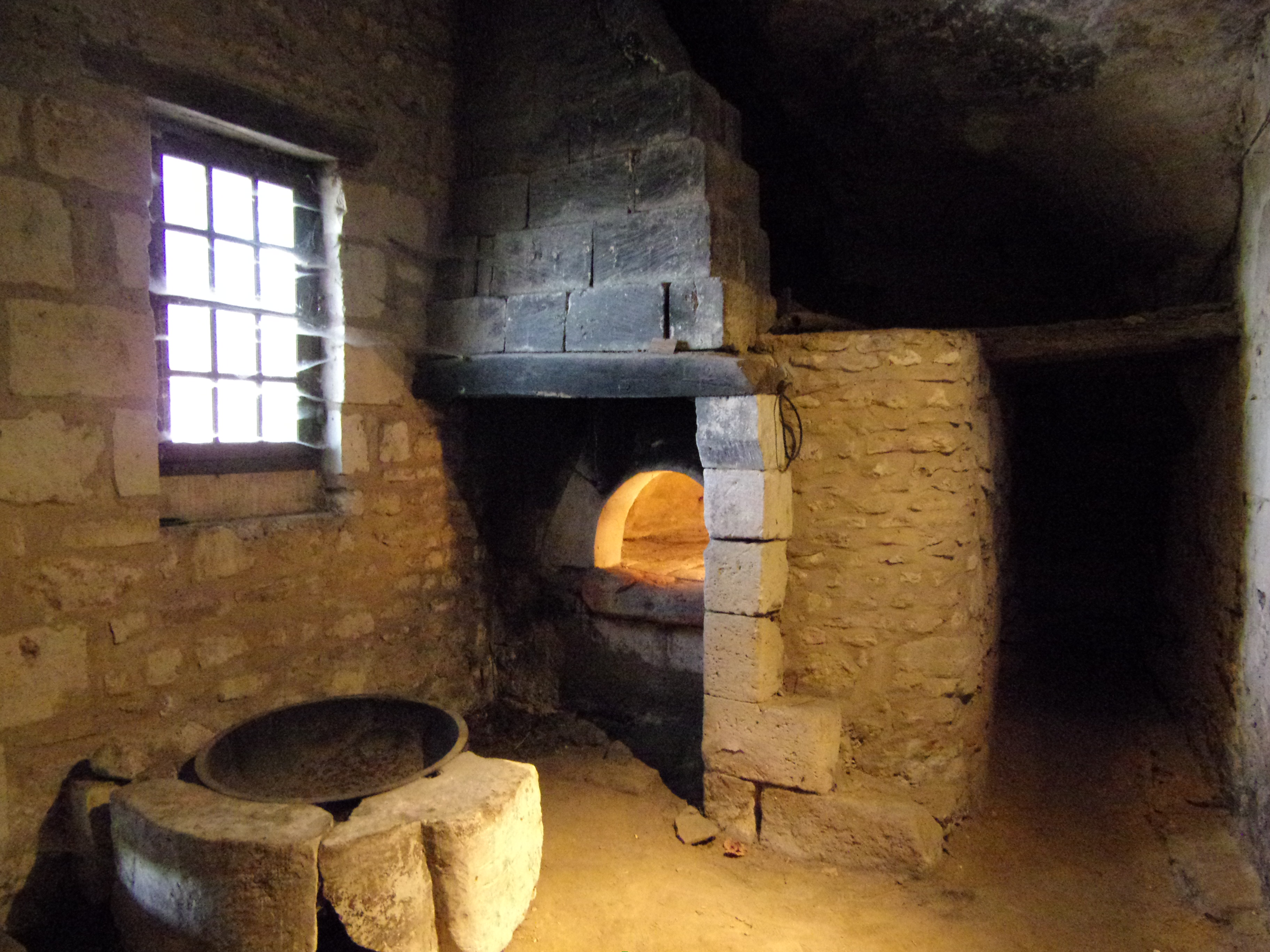
Habitation troglodytique et four à pain.

## Peintures murales
La nef troglodytique a reçu à différentes époques des décors peints à plusieurs endroits de la nef septentrionale. Huit campagnes — certaines d'entre elles peuvent être contemporaines mais sans certitude — sont ainsi identifiées, s'échelonnant du XIIe au XIXe siècle, les décors se recouvrant parfois. Au XXIe siècle, leur état de conservation est très variable bien que certaines d'entre elles aient fait l'objet de reprises et de réfections. Il est en outre très probable que les décors aient été à l'origine bien plus étendus, couvrant des parois et des voûtes sur lesquelles ils ont disparu.

### «Chasse royale»

#### Description

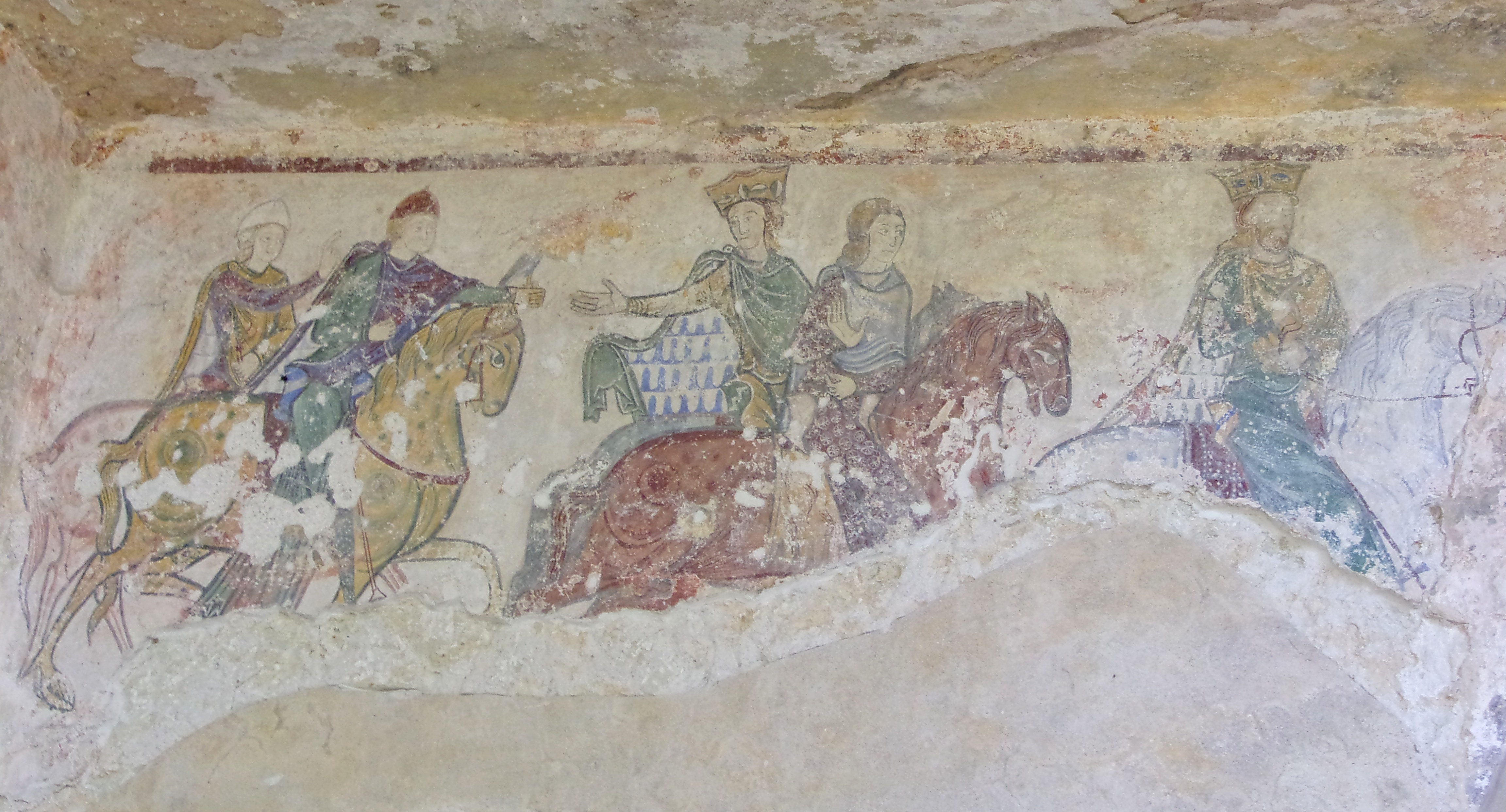
Peinture de la « chasse royale ».

Élément le plus abondamment étudié et discuté du décor de la chapelle, une peinture située en haut de la paroi nord de la nef troglodytique, découverte en août 1964, mesure 2,15 m de long sur 1,15 m de haut. Elle représente cinq cavaliers en cortège se dirigeant vers l'est et le chœur de la chapelle. Le premier et le troisième (dans l'ordre du cortège) sont couronnés, tandis que le quatrième porte sur son poing ganté un oiseau de proie, sans doute un faucon. La présence de cet oiseau incite à voir dans la scène une chasse au vol royale, bien que certains seigneurs ou personnages royaux aient l'habitude de se déplacer en toutes circonstances avec un oiseau de proie. Chacun des cavaliers tient les rênes de sa monture rassemblées dans une de ses mains tandis que de l'autre il esquisse un geste. Ils semblent tenir deux conversations séparées, les trois cavaliers de gauche d'une part et les deux cavaliers de droite d'autre part.
Il est probable que cette peinture ne soit qu'une partie d'un décor plus vaste, dont les autres éléments, disparus, font défaut pour interpréter correctement la scène. Toute la partie inférieure de cette scène notamment, rongée par le salpêtre, n'a pu être sauvegardée lors de la restauration de 1879. Il est impossible par exemple de savoir si des chiens se tenaient aux pieds des chevaux, ce qui renforcerait l'hypothèse de la scène de chasse.

#### Symbolique
De nombreux auteurs se sont penchés sur l'identification des personnages de la peinture lors de sa découverte en 1964 puis à la fin des années 1990, supposant que les cavaliers étaient des représentations des membres de la famille Plantagenêt et cette proposition semble faire consensus. Seul Marc Thibout avance en 1965, avec beaucoup de réserves, la possibilité d'une représentation de la légende de Charlemagne, saint Gilles et la biche.

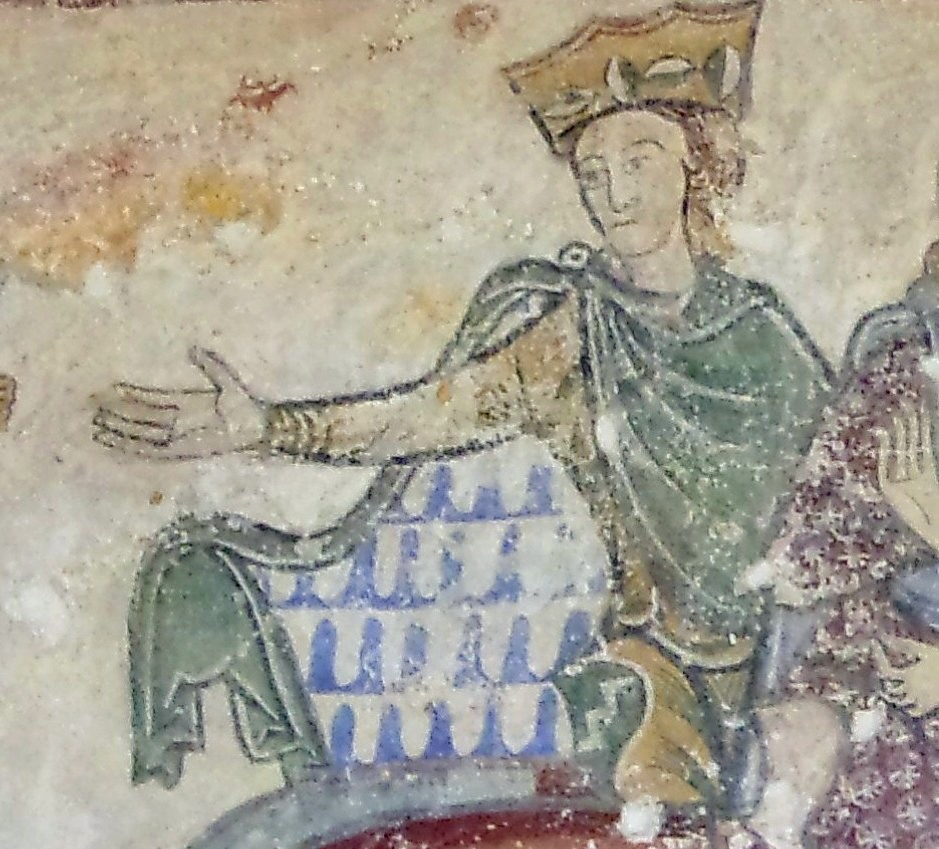
Troisième cavalier de la « chasse royale ».

Dans l'hypothèse d'une figuration de la famille Plantagenêt, les personnages couronnés pourraient être Henri II Plantagenêt en tête du cortège, sur le nom duquel se retrouvent la plupart des historiens de l'art. Le second personnage porteur d'une couronne serait Aliénor d'Aquitaine ou leur fils aîné Henri le Jeune, couronné du vivant de son père en 1170. Les autres personnages, occupant des places différentes dans la peinture selon les interprétations, seraient Jean sans Terre, Richard Cœur de Lion et Geoffroy II de Bretagne, autres enfants d'Henri II et Aliénor,,,.
Nurith Kenaan-Kedar interprète la peinture comme une figuration du départ d'Aliénor (personnage au centre de la peinture) en captivité en 1174 ; d'autres historiens évoquent pour leur part la libération de la reine quinze ans plus tard.
Une interprétation de la scène, mettant en scène des personnages différents, y voit une représentation de la visite que font Jean sans Terre et Isabelle d'Angoulême à Chinon peu après leur mariage célébré le 24 août 1200 ; Jean sans Terre chevaucherait en tête du cortège, suivi d'Isabelle (pas encore couronnée) et de Bérengère de Navarre.
Qu'il s'agisse d'une scène de chasse, d'un départ en captivité ou d'un voyage de jeunes mariés, aucune de ces propositions ne montre une forte symbolique sacrée du fait de l'absence de personnages religieux ; que la peinture soit exécutée dans une chapelle et que le cortège se dirige vers le chœur tel un pèlerinage n'est sans doute pourtant pas anodin.

#### Datation et technique picturale
Au moment de sa découverte et à la fin des années 1990, les historiens de l'art suggèrent que le style pictural et le sujet potentiel de la peinture témoignent d'une réalisation dans les dernières décennies du XIIe siècle ou au début du XIIIe siècle. Une datation au 14C réalisée en 2019 à partir d'échantillons du charbon de bois présent dans l'enduit peint permet d'estimer l'exécution de la peinture vers le milieu ou dans la seconde moitié du XIIe siècle, excluant ainsi certaines précédentes hypothèses envisageant une peinture du début du XIIIe siècle. Cette datation, qui demande toutefois à être confirmée, pourrait ouvrir la voie à de nouvelles discussions sur la symbolique de la peinture et les personnages qui y figurent.
Un mortier de grain relativement grossier, nommé arricio, est tout d'abord appliqué pour compenser l'irrégularité de la surface du mur. Il est recouvert de l'intonaco, un enduit de même composition mais de grain très fin destiné à recevoir les couches de peinture qui sont ici appliquées par bandeaux horizontaux successifs, en commençant par le haut de la peinture. La technique utilisée pour la réalisation de l'œuvre allie peinture sur un enduit frais (fresque) et compléments sur l'enduit sec (détrempe). Le dessin préparatoire, la sous-couche des personnages, leur carnation et les aplats sont réalisés selon la technique de la fresque sur l'enduit encore frais. Les rehauts, les contours, les lumières, l'encadrement et pour terminer le fond de la scène sont peints sur l'enduit une fois sec.
Le style consacre un abandon progressif du modelé des visages, ce qui, joint à la technique employée, indique une réalisation de la fin de l'époque romane intégrant déjà des techniques picturales se développant plus largement au début du XIIIe siècle. De légères variations de style et de technique entre les différentes parties de la peinture suggèrent cependant que plusieurs artistes ont pu participer à sa réalisation, l'un peignant les trois cavaliers de droite, dont les deux couronnés, un deuxième peignant les deux cavaliers de gauche et un troisième se chargeant des chevaux, très finement représentés.

### Autres peintures
Les parois et la voûte de la niche occupée par le gisant de Jean reçoivent un décor de peinture rouge au XVe siècle, mais il n'en reste que des vestiges.
La chapelle occidentale, dite « chapelle Saint-Mexme », la plus proche du gisant de Jean, conserve encore quelques traces de peintures du XIIe siècle, très fortement altérées. Deux campagnes peuvent être distinguées. Une guirlande de fleurs est peinte dans un premier temps. Elle est ensuite recouverte d'un enduit supportant des décors. Ceux-ci prolongent peut-être la scène de la « chasse royale » ; ils font en tout cas partie de la même campagne de réalisation et mettent en œuvre les mêmes techniques picturales. Cette seconde peinture représente, sur l'amorce de la voûte de la chapelle, une partie d'un bateau voguant sur l'eau.
Les parois de la chapelle orientale, appelée « chapelle Sainte-Radegonde », qui permet d'accéder au puits et au dispositif complexe de cavités, sont décorées de scènes de la vie de Radegonde et de Jean ; ces peintures du XVIIe siècle sont abondamment restaurées au XIXe siècle, le ciel étant repeint en bleu à étoiles d'or. Il s'avère que ces peintures recouvrent un décor antérieur ; sur la voûte, c'est un ange, probablement peint au XIIIe siècle ou plus tard qui apparaît — il est mis au jour lors des sondages de 2006 — alors que sur le mur ouest c'est un homme barbu qui figure.
La voûte de l'abside de la nef troglodytique est décorée d'une peinture du XIXe siècle représentant le Christ en gloire dans une mandorle et entouré du tétramorphe (Matthieu et Jean en haut, Marc et Luc en bas) alors qu'au-dessous, séparés du motif précédent par une frise de fleurs, les murs sont peints en rouge, parsemés du monogramme IHS d'or. L'écaillement de la peinture du XIXe siècle révèle, sous le motif du Christ, un décor plus ancien pouvant représenter une scène analogue.

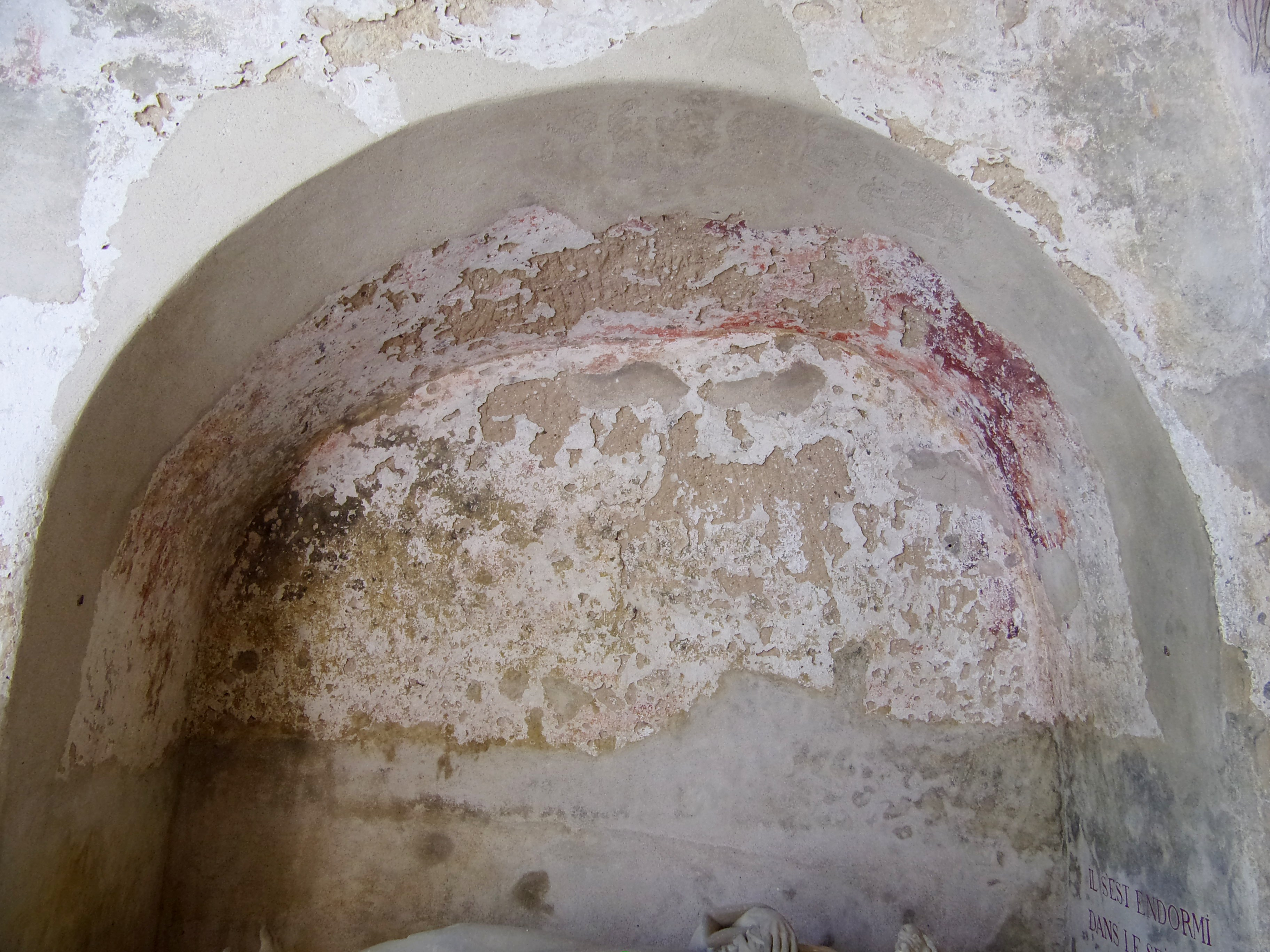
Voûte (niche du gisant de Jean).
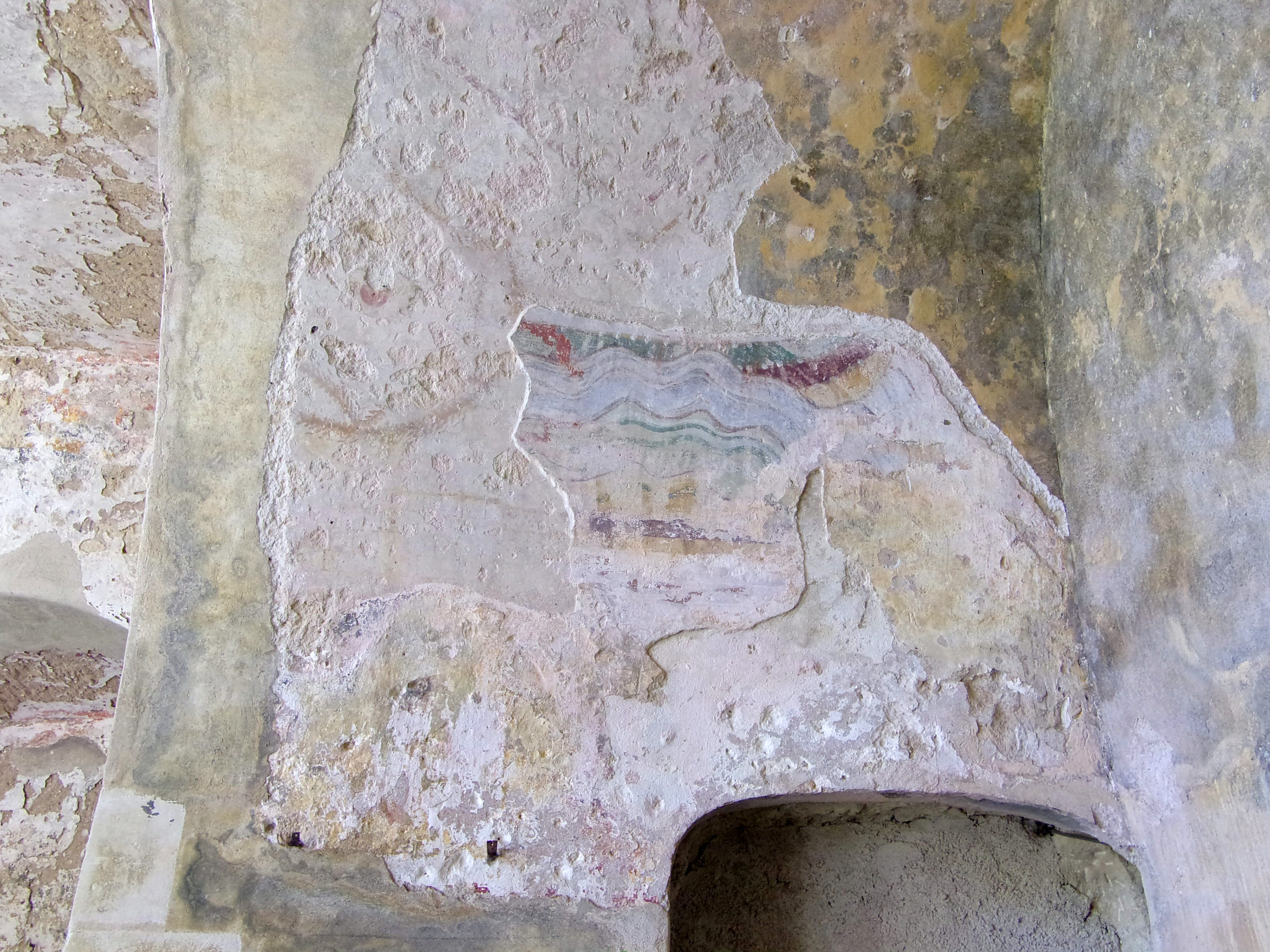
Guirlande et bateau (chapelle occidentale).
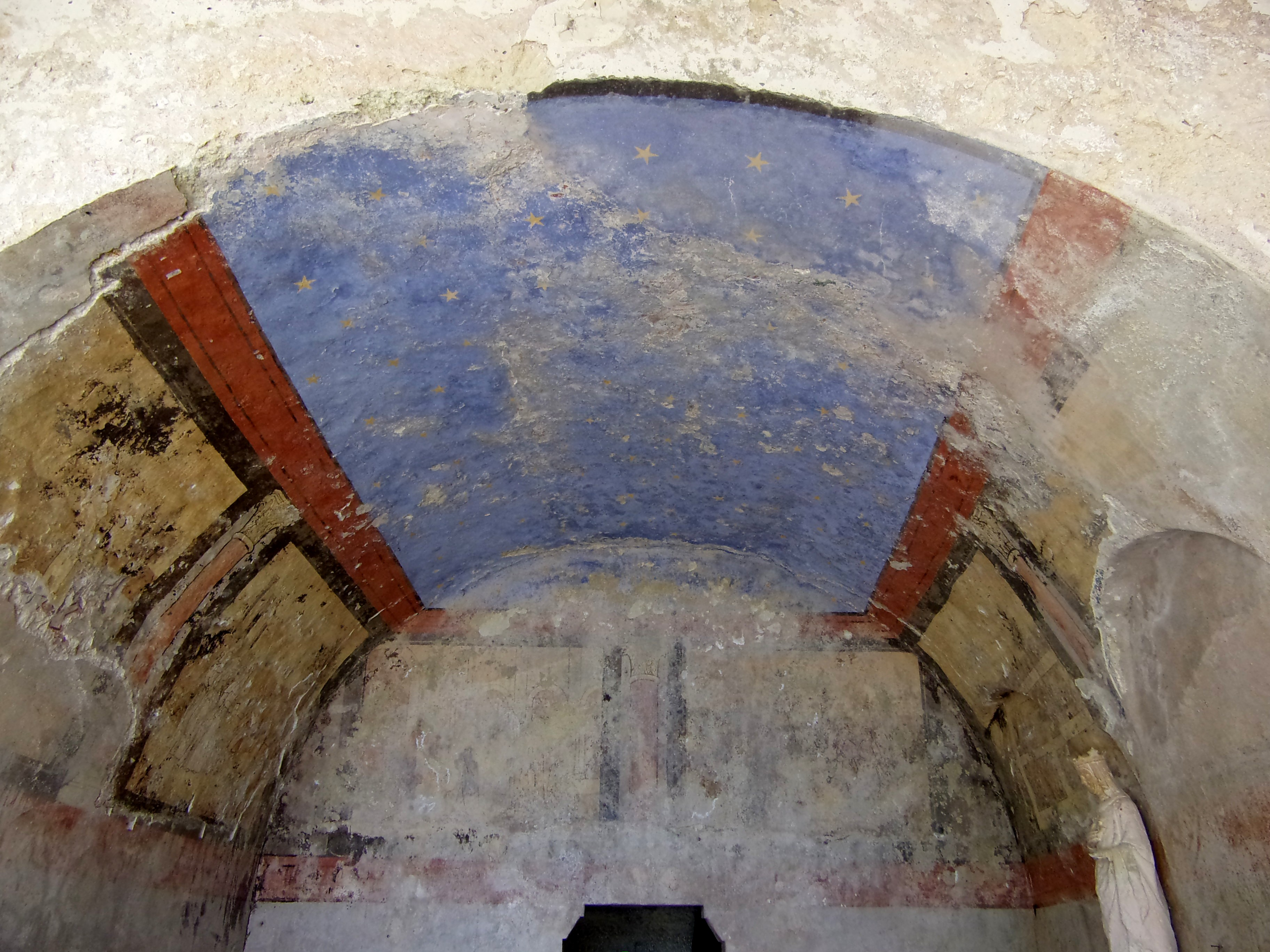
Décor (chapelle orientale).
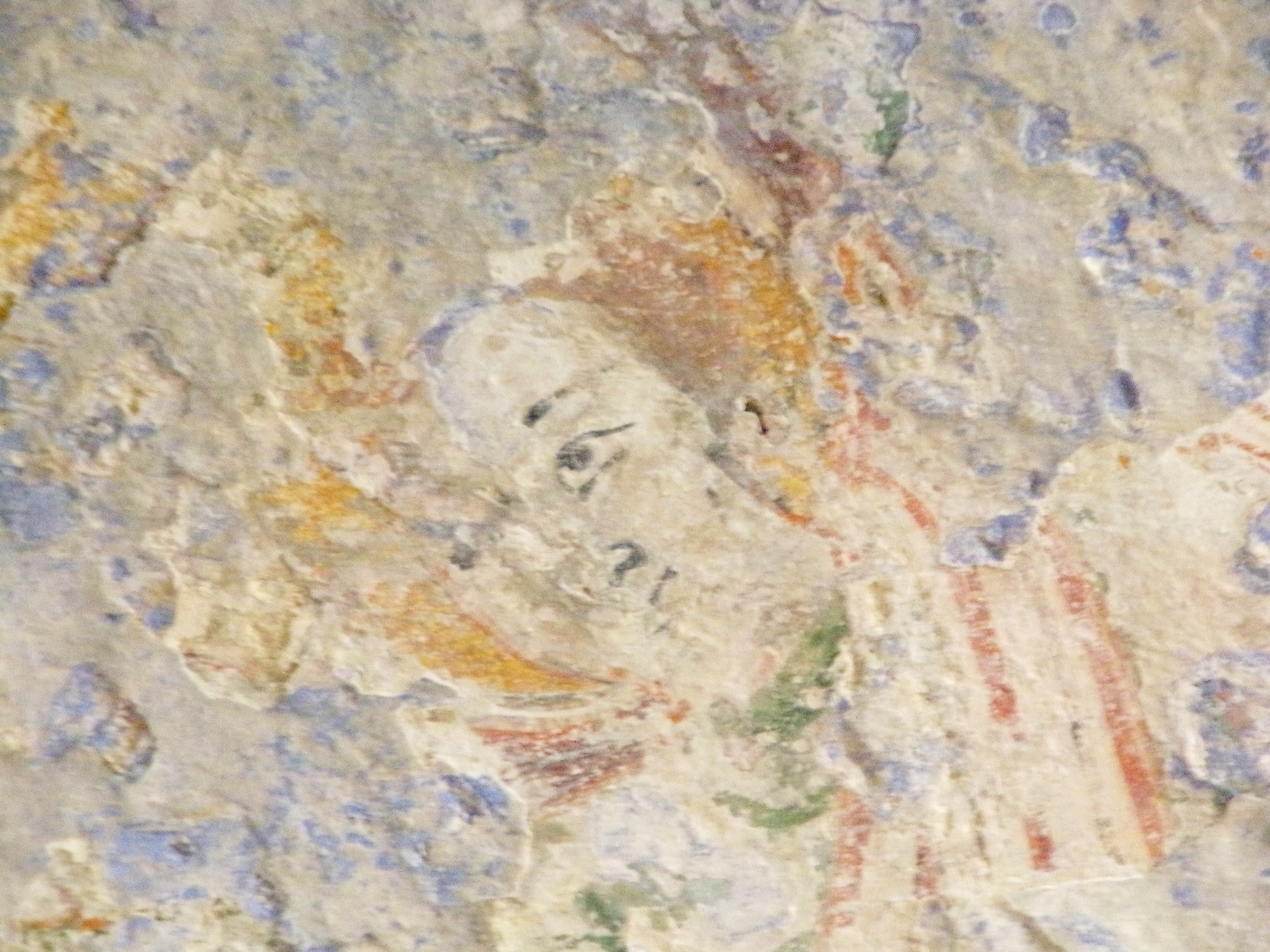
L'Ange (voûte de la chapelle orientale).
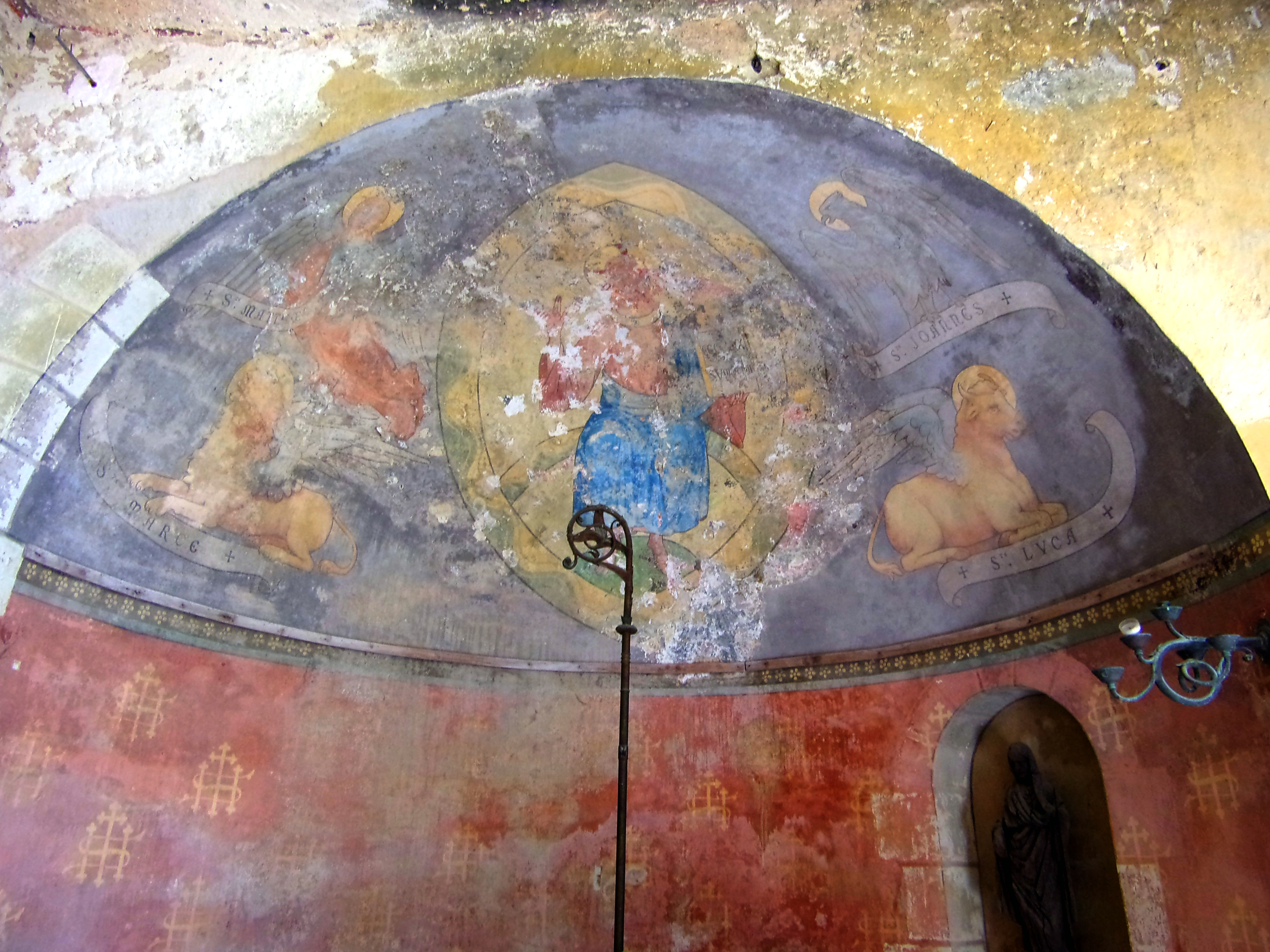
Le Christ et le tétramorphe (abside troglodytique).